# Житарюк Іван Васильович
Іван Васильович Житарюк (нар. 1953) — учений у галузі математики. Кандидат фізико-математичних наук, доктор історичних наук. Академік АН вищої школи України з 2019 року за науковим відділенням політології та соціології.

## Біографія
Народився 4 червня 1953 року в селі Новоселиця Кельменецького району Чернівецької області. Закінчив Чернівецький державний університет у 1975 р. за спеціальністю «Математика». Кандидатську дисертацію за темою «Задача Коші для параболічних рівнянь з деякими виродженнями у просторах узагальнених функцій» захистив у 1992 році. Докторську дисертацію на тему «Розвиток математичної освіти і науки Буковини та Північної Бесарабії (середина ХІХ — початок ХХI ст.)» захистив у 2010 р. Основні місця роботи: Чернівецький філіал інституту автоматики (1975—1974 рр.), інженер; Чернівецький університет (1977 — досі), доцент, професор кафедри алгебри та інформатики, декан факультету довузівської підготовки (2003—2005 рр.). Вчене звання доцента кафедри алгебри та геометрії присвоєно у 1993 році, професора кафедри алгебри та інформатики — 2012 в році.
Основні наукові інтереси: історія математики, філософія освіти і науки, технологія викладання математики у закладах освіти, елементарна математика і методика викладання математики, задачі з параметрами, штучні методи розв'язування рівнянь і нерівностей.
Основні наукові результати стосуються дослідження властивостей розв'язків задачі Коші для параболічних рівнянь з особливостями при похідній та оператом Бесселя у просторах узагальнених функцій; комплексному системному дослідженню в українознавчому аспекті феномену математичної освіти і науки Буковини та Північної Бесарабії як чинників розвитку української системи освіти середини ХІХ — початку ХХІ ст.

## Наукові результати
Опубліковано понад 110 статей у закордонних та фахових вітчизняних журналах.

### Наукові публікації
Житарюк І. В. Математична освіта і наука Буковини та Північної Бесарабії у міжвоєнний період (1918—1940 рр.): Монографія. Чернівці: Прут, 2008. 392 с.

### Навчальні посібники
1. Житарюк І. В., Петришин Р. І., Житарюк С. І. Довідник з математики для вступників до ВНЗ ІІІ-ІУ рівнів акредитації / Рекомендовано Міністерством освіти і науки України як навчальний посібник для студентів вищих навчальних закладів: Лист Міністерства освіти і науки України про надання грифу № 1/11 — 2521 від 04.06.2004 року. Чернівці: Видавництво «Прут», 2005. 776 с.
2. Городецький В. В., Житарюк І. В., Мартинюк О. В. Основи топології в теоремах та задачах: Навч. посібник / Рекомендовано Міністерством освіти і науки України як навчальний посібник для студентів вищих навчальних закладів: Лист Міністерства освіти і науки України про надання грифу № 1/11 — 5236 від 16.06.2010 року. Чернівці: Видавництво «Прут», 2010. 544 с.
3. Житарюк І. В. Елементарна математика і методика викладання математики. Конспект лекцій. Ч. 2. Загальні питання методики навчання математики / Рекомендовано Міністерством освіти і науки, молоді та спорту України як навчальний посібник для студентів вищих навчальних закладів: Лист Міністерства освіти і науки, молоді та спорту України № 1/11-558 від 18.01.2012 року. Чернівці: ЧНУ, 2012. 416 с.
4. Житарюк І. В. Елементарна математика і методика викладання математики. Конспект лекцій. Ч. 1. Вибрані питання елементарної математики: Навч. посібник / Рекомендовано Міністерством освіти і науки України як навчальний посібник для студентів вищих навчальних закладів: Лист Міністерства освіти і науки України № 1/11-6454 від 30.04.2014 року. Чернівці: Прут, 2014. 404 с.
5. Петришин, Р. І., Житарюк І. В., Колісник, Р. С. Математика для випускників ЗЗСО. Частина 1. Числа. Вирази. Повторювальний курс: навч. посібник. Київ: Людмила, 2021. — 440 с. ISBN 978-617-7974-22-1
6. Петришин, Р. І., Житарюк І. В., Мартинюк О. В., Колісник, Р. С. Задачі з параметрами. Практикум. Частина 1: Навч. посібник. Київ: Людмила, 2021. — 544 с.
7. Житарюк І. В. Елементарна математика і методика викладання математики. Конспект лекцій. Ч. 2. Загальні питання методики навчання математики. Вид. 2-ге, стереотипне. Київ: Людмила, 2022. 416 с. ISBN 978-617-7828-00-0
8. Петришин, Р. І., Житарюк І. В., Мартинюк О. В., Колісник, Р. С. Задачі з параметрами. Практикум. Частина 1. Навч. посібник. 2-ге вид., виправ. і доп. Київ: Видавництво «Людмила», 2022. 544 с. ISBN 978-617-555-036-6
9. Петришин Р. І., Житарюк І. В., Мартинюк О. В., Колісник Р. С. Технології навчання математики у закладах освіти. Конспект лекцій. Навчальний посібник. Київ: Видавництво «Людмила», 2022. 632 с. ISBN 978-617-555-056-4
10. Житарюк І. В. Філософія освіти, науки та її окремих галузей. Конспект лекцій: Навч. посіб. — 2-ге вид., стереотипне. Київ: Людмила, 2022. 620 с. ISBN 978-617-555-041-0